# Hemofilia A
A hemofilia A é um transtorno de coagulação, deficiência recessiva ligada ao sexo, do fator VIII de coagulação. Segundo cifras da Organização Mundial da Saúde (OMS), é o tipo mais comum de hemofilia, representando 85% a 90% dos casos divulgados internacionalmente.

## Sintomas
Hematomas são vistos frequentemente. Hemartroses (sangramento nas articulações) são comuns em articulações tais como tornozelos, joelhos, quadril e cotovelos. Elas são frequentemente dolorosas, e episódios repetidos podem levar à destruição da sinóvia e à diminuição da função articular. Sangramentos intracranianos também são comuns, e, antes do advento de um tratamento efetivo para os episódios de sangramento, essa era a causa que levava à morte entre os hemofílicos. Deve ser enfatizado que a atividade plaquetaria é normal em hemofílicos, de modo que lacerações e abrasões secundárias normalmente não levam a um sangramento excessivo.

## Diagnóstico Laboratorial
Um exame de Tempo de tromboplastina parcial ativada (ou TTPA) prolongado com tempo de protrombina (ou TP) e tempo de coagulação normal deve ser investigado.
Dosagem de fator VIII pode classificar a hemofilia A em:
- Severa: se o nível está abaixo de 1% do normal.
- Moderada: se o nível está entre 1 a 5% do normal.
- Leve: se o nível está entre 5 a 40% do normal.

## Fisiopatologia e Tratamento
O gene do fator VIII foi mapeado no braço longo distal do cromossomo X e clonado. A clonagem e o sequenciamento do gene levaram a várias deduções. Pacientes com mutações sem sentido normalmente desenvolvem hemofilia severa, enquanto aqueles com mutações de sentido trocado (missense) normalmente possuem uma doença relativamente branda. Isso é esperado, porque mutações "sem sentido" (non-sense) produzem uma proteína truncada, enquanto mutações "missense" produzem a substituição de um único aminoácido sem um efeito dominante negativo. Cerca de 45% dos casos severos de hemofilia A são causados por uma inversão cromossômica que quebra o gene do fator VIII. Outros 5% de pacientes possuem deleções, as quais normalmente levam à doença relativamente severa.
A clonagem do gene do fator VIII permitiu a produção de fator VIII humano usando técnicas de DNA recombinante, que atua tão efetivamente quanto à forma derivada de doador, e ele foi aprovado para uso comercial em 1994. 
O fator VIII recombinante possui, logicamente, a vantagem de  não existir a possibilidade de contaminação viral. Em alguns países, incluindo o Brasil, o fator VIII é fornecido gratuitamente pelo ministério da saúde por intermédio dos Hemocentros ou CTAs. Graças a isso, os hemofílicos brasileiros estão tendo uma boa assistência apesar de as doses dispensadas serem ainda, apenas para tratamento dos eventos hemorrágicos e profilaxia em cirurgias. A melhor maneira de tratar o paciente hemofílico sejam as doses profiláticas, administradas três vezes por semana, capazes de prevenir eficazmente as lesões articulares e outras complicações. 
Já existem estudos para implantação da dose profilática. Alguns hemofílicos graves, podem ainda desenvolver inibidores, que são anticorpos contra o fator VIII, dificultando o controle dos eventos hemorrágicos, mas que, felizmente, são poucos que desenvolvem e o MS dispõe também do fator VIIa para tratamento desses pacientes.